# Biritch
Il Biritch, detto anche Whist russo, è un gioco di carte antesignano del bridge.
Le regole qui illustrate sono tratte da un libretto stampato il 23 ottobre 1886 e conservato nella biblioteca dell'Università di Oxford.

## Regole del gioco
Si gioca in quattro, due coppie contrapposte.
Il valore delle carte è lo stesso del whist. Anche la meccanica delle prese ed il loro conteggio sono le stesse.
Dopo aver mescolato e distribuito le carte come nel whist, si comincia a licitare il contratto che si pensa di poter raggiungere. Il contratto vuol dire le prese che si pensano di poter fare, si può licitare un atout, e quindi quando si giocherà si potrà utilizzare tale atout (briscola) per fare la presa, ma solo se non si hanno carte del seme che si sta giocando. Si può anche giocare a SA (senza atout) cioè senza briscola, si può anche dire "passo" (in tal caso la parola passa al giocatore di sinistra).
Dopo la dichiarazione del seme d'atout o di "senza atout", gli avversari possono dire "contre"; in tal caso il valore delle prese raddoppia.  A sua volta la coppia giocante può dire "sur contre", in tal caso le prese si quadruplicano, e così via all'infinito.
Inizia a giocare la persona a sinistra del mazziere. Dopo l'attacco il compagno del mazziere scopre le carte e si gioca col morto.